# Billy-Rose-Kunstgarten

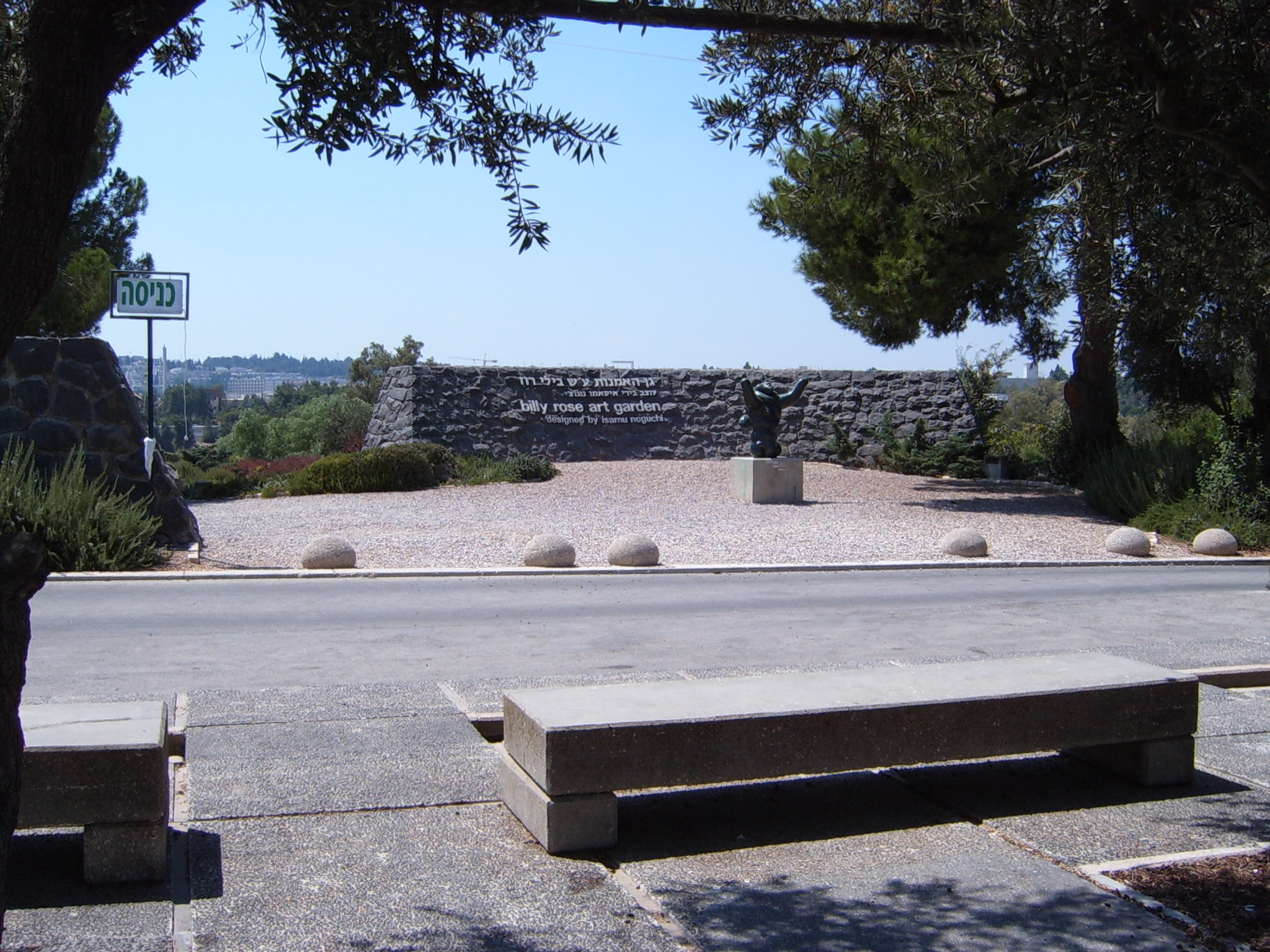
Billy-Rose-Kunstgarten

Der Billy-Rose-Kunstgarten ist der von dem japanisch/US-amerikanischen Bildhauer Isamu Noguchi angelegte Skulpturenpark am westlichen Hang des Israel Museums in Jerusalem, Israel. Benannt ist der Kunstgarten nach dem Impresario und Lyriker Billy Rose (1899–1966).

## Gestaltung des Kunstparks
Isamu Noguchi legte den Skulpturenpark ab 1960 am Hang des Museumsgeländes an und gliederte das Gelände durch Mauern aus rauen unbearbeiteten Feldsteinen in unterschiedliche Abschnitte. Fertiggestellt wurde der Kunstgarten 1965.
Er hat auch einen Zen-Garten mit Wegen aus Ziegelsplitt gestaltet, neben denen lokale Pflanzen und Blumen wachsen. Sein Gartenkonzept verwendet unterschiedliche Gesteine, gestaltet aber auch mit Beton und Wasser auf kleinen Plätzen und rechteckige Terrassen, die Echos von den Museumsgebäuden widerhallen.

## Sammlung
Die Sammlung zeigt Werke bedeutender Bildhauer des 19. Jahrhunderts von Auguste Rodin, Émile-Antoine Bourdelle und Aristide Maillol und des 20. Jahrhunderts wie von Pablo Picasso, Alexander Archipenko, Jacques Lipchitz,
Henry Moore, Germaine Richier, David Smith, Sol LeWitt, Donald Judd, Claes Oldenburg, Magdalena Abakanowicz, Richard Serra, Joel Shapiro aus James Turrell. Prominente israelische Bildhauer wie Menashe Kadishman, Michael Gross und Ezra Orion sind ebenso vertreten.

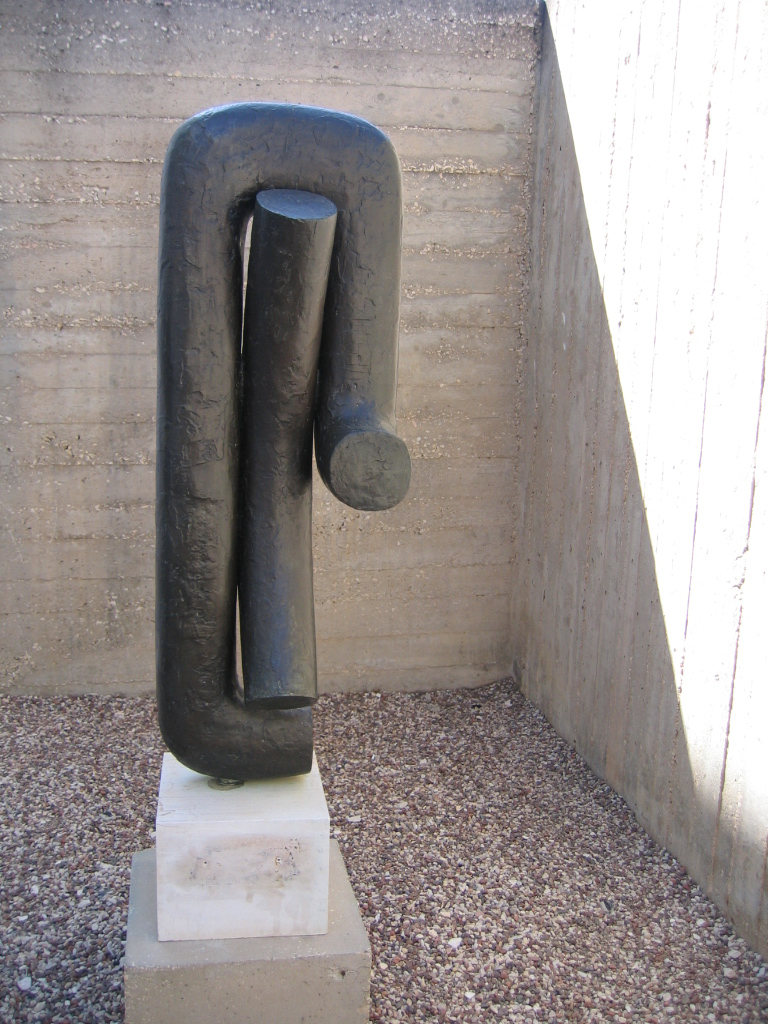
Isamu Noguchi – Heimar (1968)
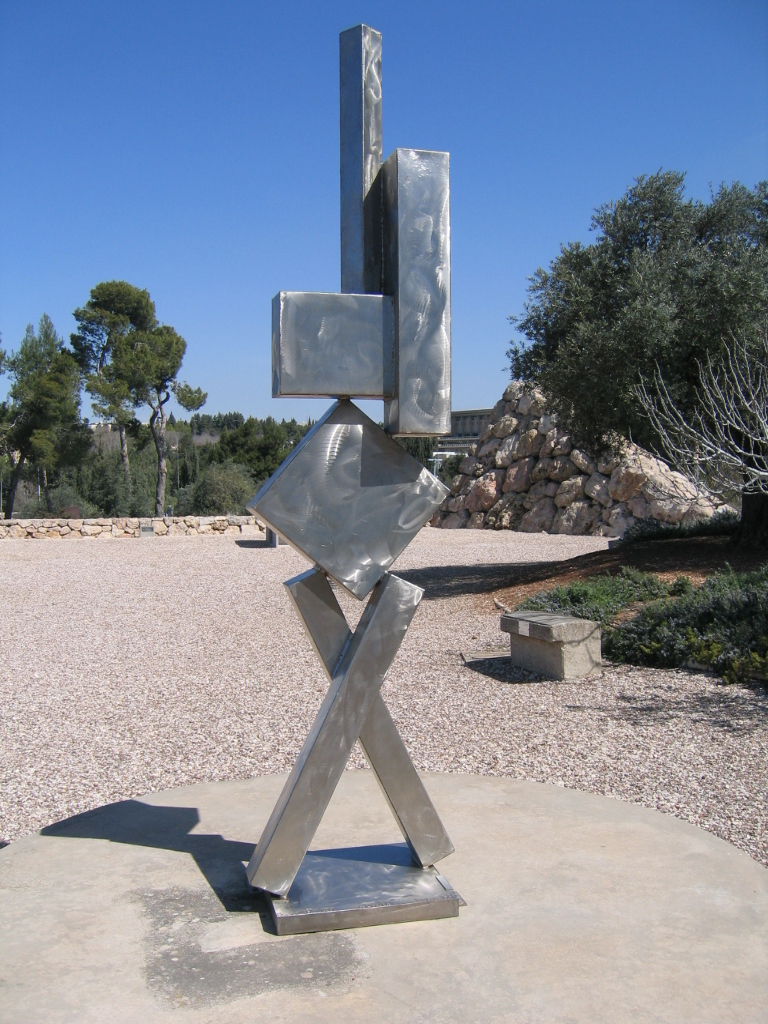
David Smith – Cubi VI
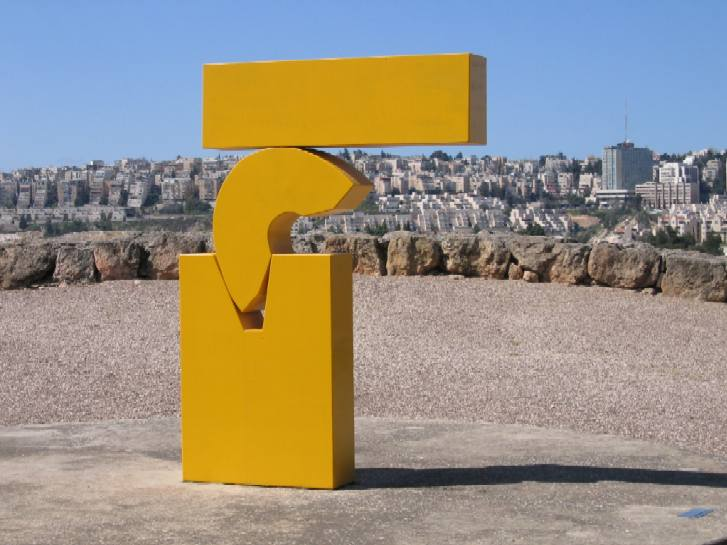
Menashe Kadishman – Suspence